# Hatoyama (Saitama)
Hatoyama (鳩山町 Hatoyama-machi?) es un pueblo en la prefectura de Saitama, Japón, localizado en el centro-este de la isla de Honshū, en la región de Kantō. El 1 de marzo de 2021 tenía una población estimada de 13 365 habitantes y una densidad de población de 519 personas por km².

## Geografía
Hatoyama está localizado en el centro geográfico de la prefectura de Saitama. Limita con las ciudades de Sakado y Higashimatsuyama y con los pueblos de Ranzan, Tokigawa y Nagatoro, Ogose y Moroyama.

## Demografía
Según los datos del censo japonés, la población de Hatoyama aumentó explosivamente desde la década de 1970, pero ha disminuido lentamente en los últimos 20 años.
| Gráfica de evolución demográfica de Hatoyama entre 1940 y 2015 |
|                                                                |
| Oficina de Estadística de Japón                                |